# Houbirg

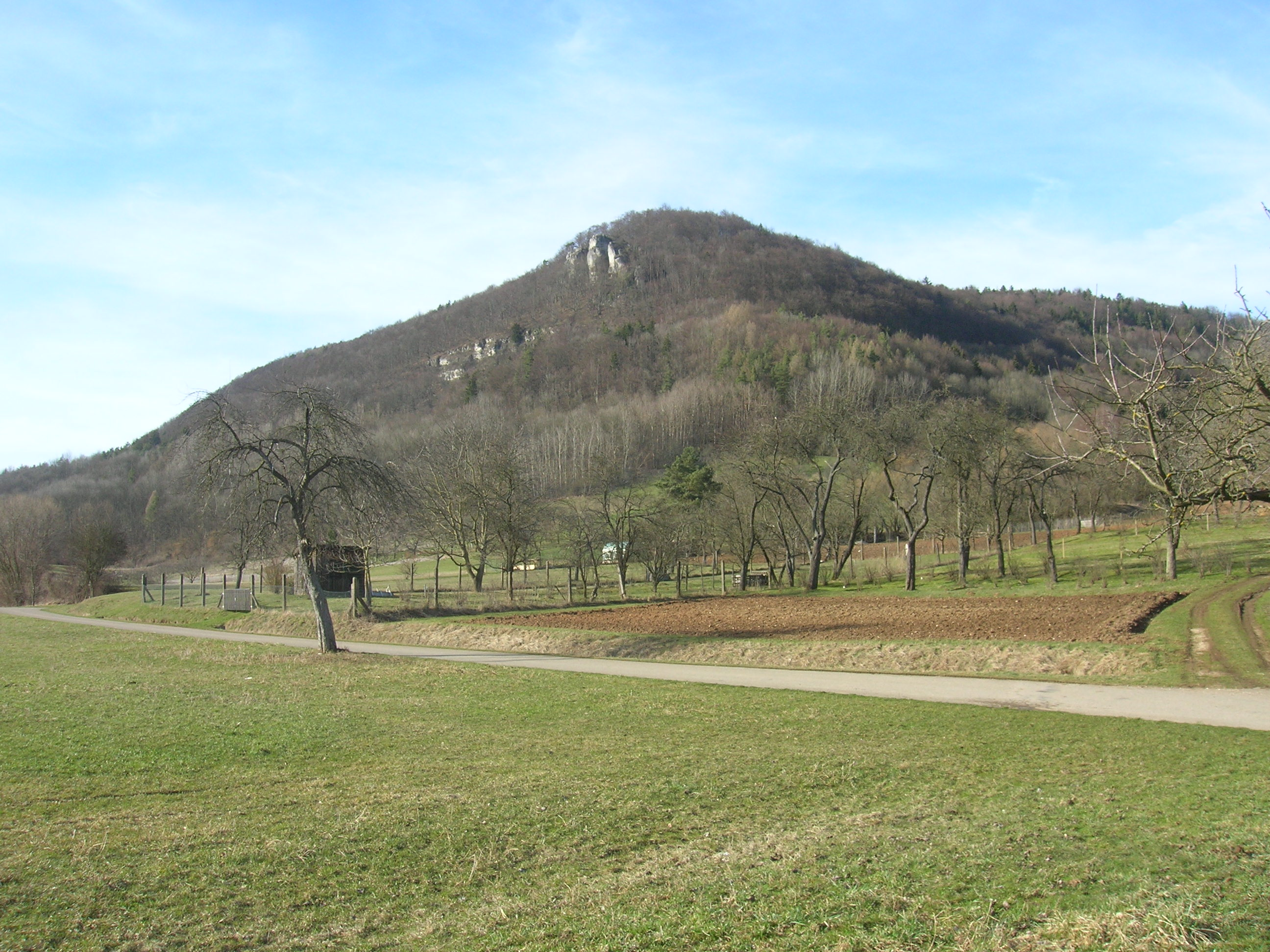
Die Houbirg von Süden

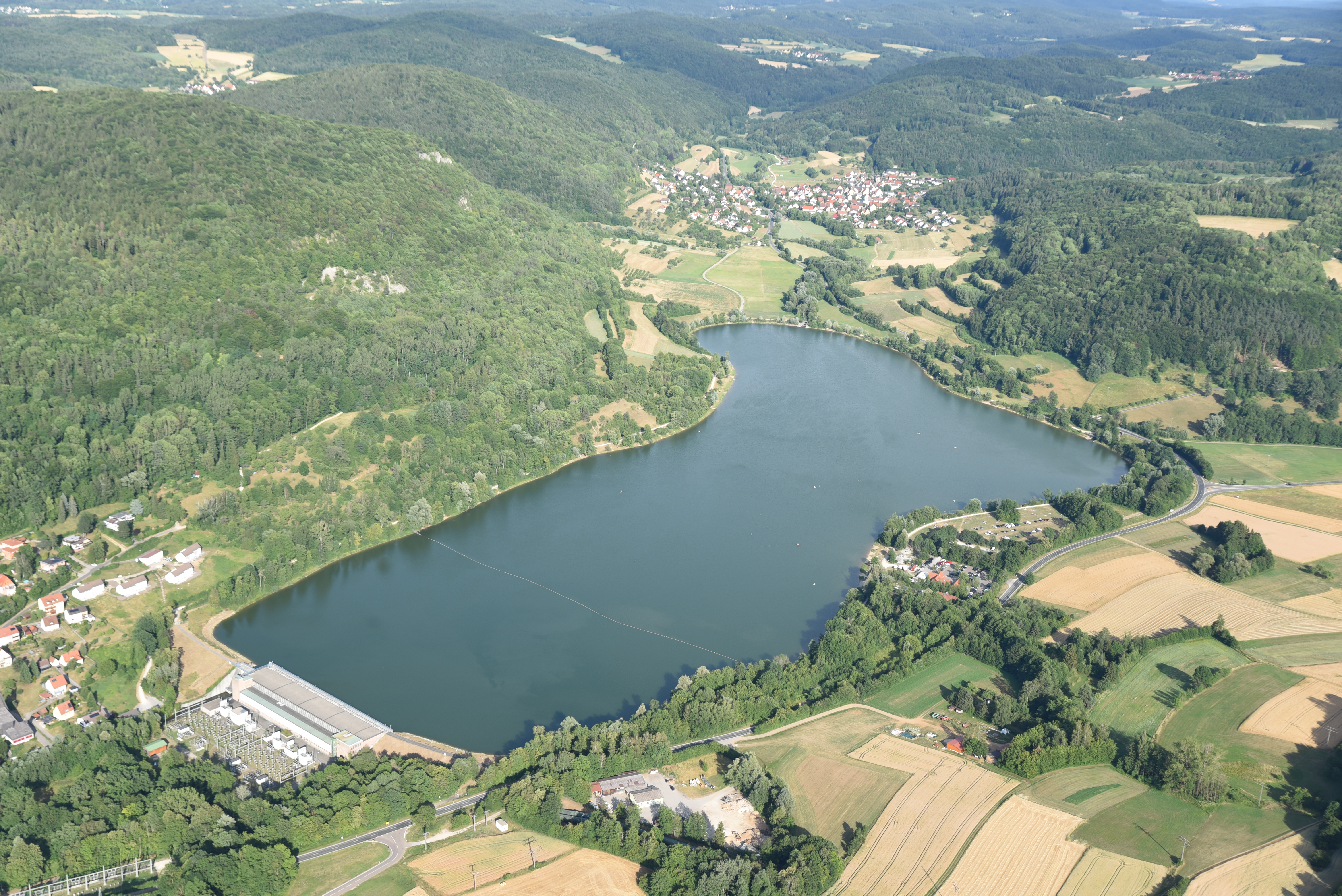
Die Houbirg mit dem Happurger Stausee

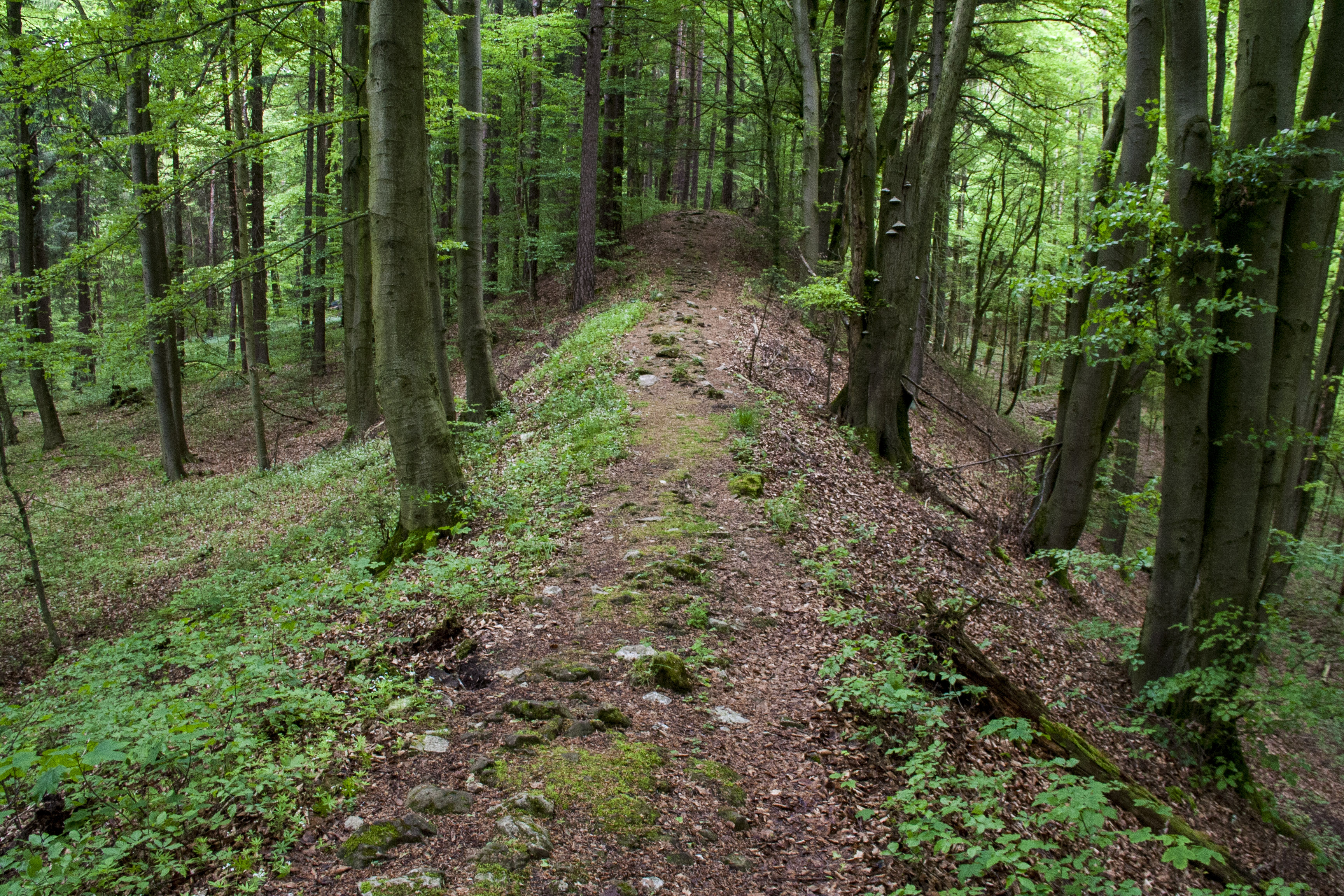
Die sichtbaren Reste des Walles und einer Trockenmauer (ggf. Murus Gallicus)

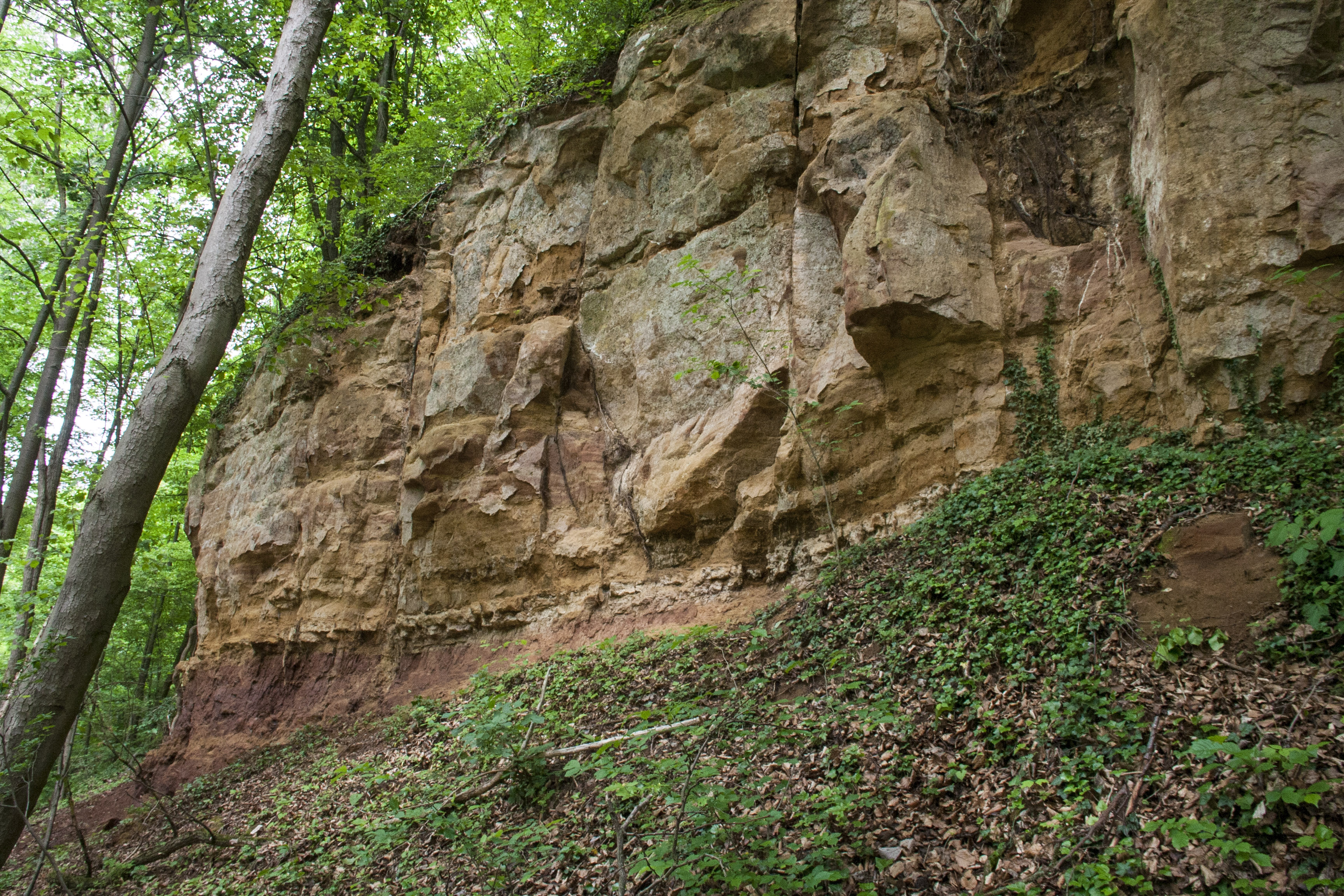
Ansicht einer sogenannten Doggerwand

Die Houbirg ist ein Berg bei Happurg in Mittelfranken mit einem abgegangenen keltischen Oppidum gleichen Namens. Erhalten sind Reste der teilweise noch zehn Meter hohen Mauern der Wallanlage, die in ihrer Länge von 4,5 Kilometern ein Gebiet von fast einem Quadratkilometer umschließt. Daneben zeugen ein prähistorischer Fundplatz, ein Burgstall und ein im Rahmen der U-Verlagerung errichteter Stollenkomplex von der Geschichte der Erhebung. Die Wallanlage kann unterteilt werden in einen tiefen Graben („Hunnenschlucht“) mit Quelle, Vorwinkel, Quelle, Felsen mit Flügelwall, Felsenbastion, Waldabteilung, „Hüll“ (Wasserloch), Steinbrüche und vier Tore.

## Etymologie
Der Name des Berges und der Festungsanlage, auf dem auch der Name der Gemeinde Happurg beruht, geht vielleicht auf bergen (sich auf den Berg zur Verteidigung zurückziehen) zurück.
Sprachlich und geschichtlich zu vergleichen ist auch die Hohe Birga, eine antike Siedlung in Birgitz im Inntal, sowie der Bergisel, ein Berg bei Innsbruck.

## Geschichte

### Vorgeschichte
Der südlich des Plateaus gelegene Abri Hohler Fels weist Knochenfunde von Tieren der letzten Kaltzeit auf, welche auf das Paläolithikum datieren. Ebenso wurden Artefakte gleicher und späterer Zeitstellung gefunden. Es ist bekannt, dass die Gegend in der mittleren Bronzezeit (ab ca. 1600 v. Chr.) besiedelt war.

### Eisenzeit

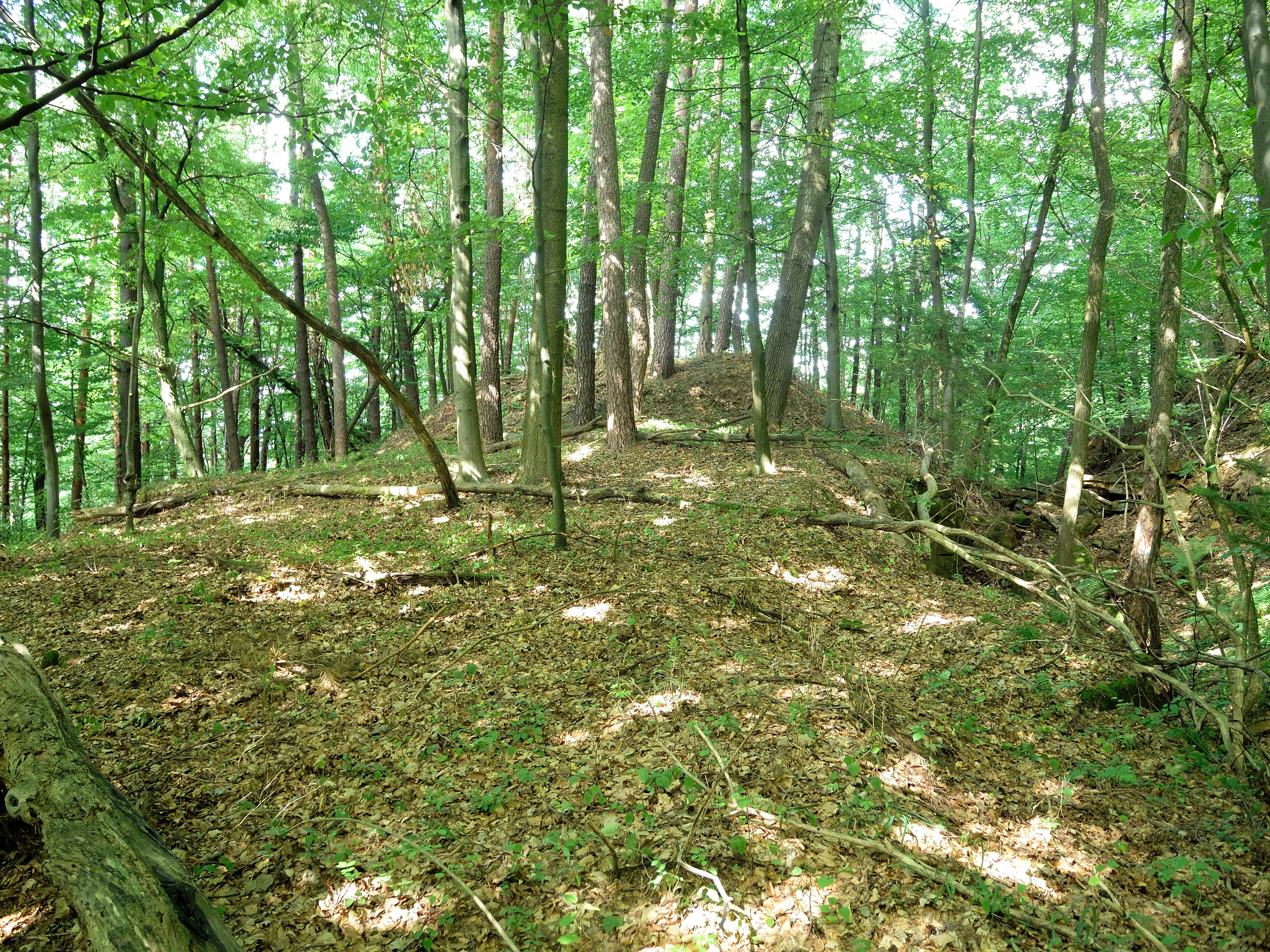
Burgstall Hacburg

In der Hallstattzeit und frühen Latènezeit (ca. 500 v. Chr. bis etwa 330 v. Chr.) befand sich auf der Hochebene ein keltisches Oppidum, von dem Wall- und Grabenreste heute noch sichtbar sind. Die Anlage liegt auf dem Bergplateau in 486 bis 617 Meter Höhe in strategisch günstiger Lage über den Seitentälern des Pegnitztales. Sie war damals eine der größten Wallburgen Süddeutschlands. Aus jener Zeit wurden Keramikscherben und Bronzefibeln sowie Glasperlen gefunden.
Die Houbirg war etwa bis zur Zeitenwende bewohnt. Nach einer längeren Unterbrechung wurde sie dann erst wieder in der Spätantike um 400 n. Chr. von Germanen (vermutlich Juthungen) besiedelt. Die Anlage gehört damit auch in eine Reihe von völkerwanderungszeitlichen Höhenburgen im Gebiet rechts des Rheins.

### Mittelalter
Nach einer weiteren Verödung deuten Glasfragmente und mehrere einfache Perlen auf eine erneute Besiedelung im frühen Mittelalter (6./7. Jahrhundert) hin. In Hanglage befindet sich der Burgstall Hacburg. Die hochmittelalterliche Spornburg ist, abgesehen von einem Halsgraben, fast vollständig abgegangen.

### Neuzeit

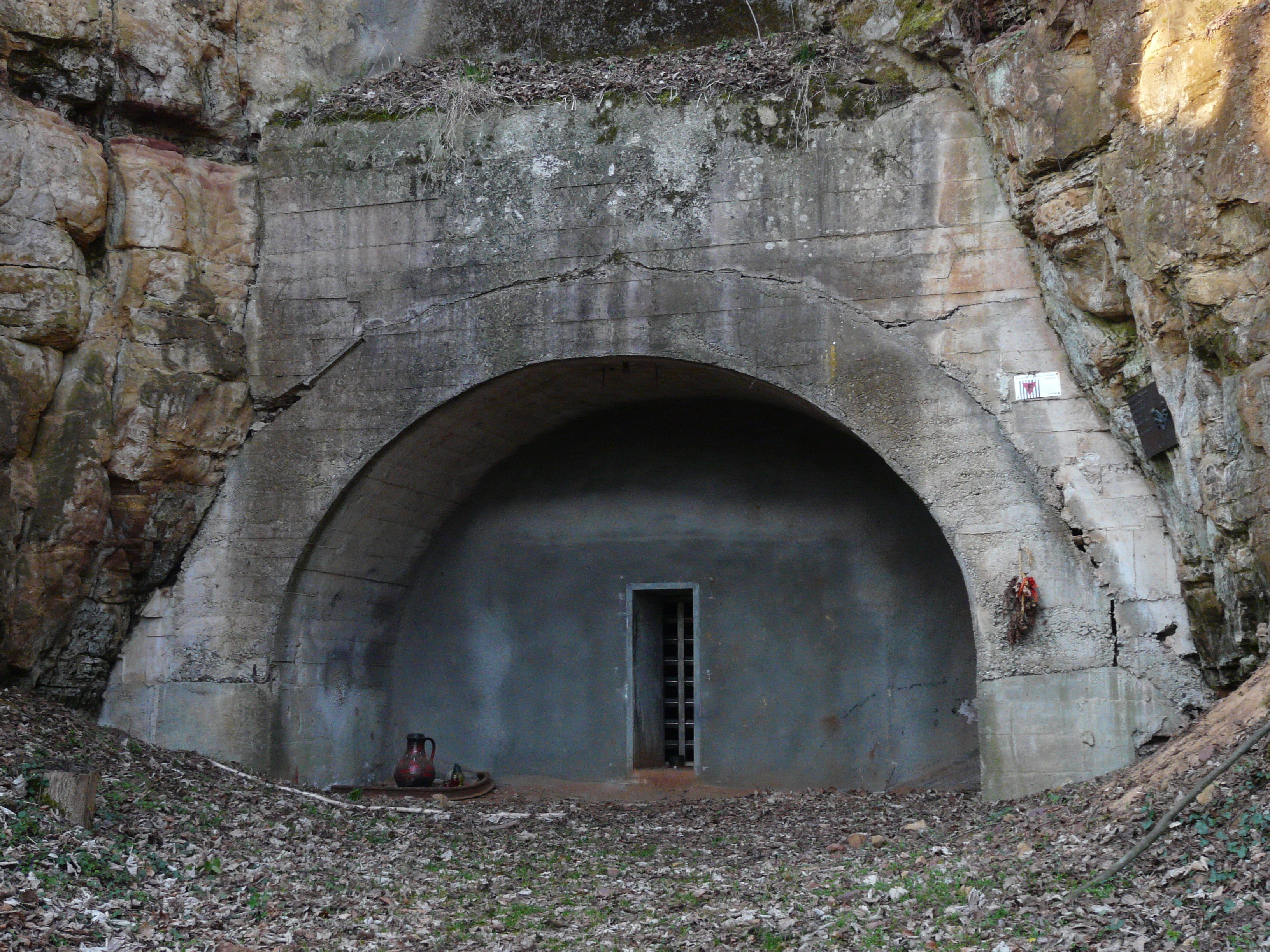
Der Eingang F zum Doggerstollen

In den Jahren 1944 und 1945 entstand in der Houbirg das Stollensystem Doggerstollen. Es wurde unter unmenschlichen Arbeitsbedingungen von Insassen aus dem KZ-Außenlager Hersbruck, einem Außenlager des KZ Flossenbürg, gebaut. Im bei Kriegsende 3,9 Kilometer langen Stollensystem sollte ein BMW-Flugzeugmotorenwerk entstehen, das jedoch nie fertiggestellt wurde. Bei den Bauarbeiten kamen 4000 der 9000 eingesetzten Zwangsarbeiter ums Leben.